# مزار قائد
مزار قائد (بالأردوية: مزار قائد)‏، المعروف أيضاً باسم ضريح جناح أو الضريح الوطني، هو المكان الأخير "للقائد العظيم" محمد علي جناح، مؤسس باكستان. تم تصميم هذا الضريح على طراز عصري يعود إلى ستينيات القرن العشرين، ويحتوي أيضاً على قبر شقيقته "والدة الأمة" فاطمة جناح، وكذلك قبر لياقت علي خان، أول رئيس وزراء لباكستان.
تم الانتهاء من بناء الضريح في عام 1970، وهو رمز بارز لكراتشي. كما أن الضريح هو واحد من الوجهات السياحية الأكثر شعبية في كراتشي.

## أعلام
- محمد علي جناح
- لياقت علي خان
- نور الامين
- فاطمة جناح